# Spelaeiacris
Spelaeiacris is een geslacht van rechtvleugeligen uit de familie grottensprinkhanen (Rhaphidophoridae). De wetenschappelijke naam van dit geslacht is voor het eerst geldig gepubliceerd in 1916 door Péringuey.

## Soorten
Het geslacht Spelaeiacris omvat de volgende soorten:
- Spelaeiacris monslamiensis Rampini, di Russo & Carchini, 2010
- Spelaeiacris tabulae Péringuey, 1916